# Lumber City (Geòrgia)
Lumber City és una població dels Estats Units a l'estat de Geòrgia. Segons el cens del 2000 tenia 1.247 habitants.

## Demografia
Segons el cens del 2000, Lumber City tenia 1.247 habitants, 488 habitatges, i 309 famílies. La densitat de població era de 248,2 habitants/km².
Dels 488 habitatges en un 29,3% hi vivien nens de menys de 18 anys, en un 37,3% hi vivien parelles casades, en un 23% dones solteres, i en un 36,5% no eren unitats familiars. En el 33,2% dels habitatges hi vivien persones soles el 12,7% de les quals corresponia a persones de 65 anys o més que vivien soles. El nombre mitjà de persones vivint en cada habitatge era de 2,4 i el nombre mitjà de persones que vivien en cada família era de 3,06.
Per edats la població es repartia de la següent manera: un 25,7% tenia menys de 18 anys, un 8,1% entre 18 i 24, un 23,8% entre 25 i 44, un 23,1% de 45 a 60 i un 19,3% 65 anys o més.
L'edat mediana era de 39 anys. Per cada 100 dones de 18 o més anys hi havia 70,4 homes.
La renda mediana per habitatge era de 18.555 $ i la renda mediana per família de 25.568 $. Els homes tenien una renda mediana de 22.802 $ mentre que les dones 17.031 $. La renda per capita de la població era de 12.271 $. Entorn del 18,9% de les famílies i el 25,3% de la població estaven per davall del llindar de pobresa.

## Poblacions més properes
El següent diagrama mostra les poblacions més properes.